# 利賀村
利賀村（とがむら）は、かつて富山県東礪波郡におかれていた村。2004年（平成16年）11月1日に周辺町村と合併、南砺市の一部となった。
村名は、加賀藩の初代藩主である前田利家に由来する。
演劇の村として知られる。

## 地理
富山県の南西部に位置し、岐阜県に接する。標高1,000mを越える山々に囲まれた村域は南北に細長く、庄川の支流である利賀川、神通川の支流である百瀬川が縦断する村。
非常に急峻な峡谷地形であり、河川の間は険しい山塊に遮られる。同じ村内でも別流域間のアクセスは困難であり、新楢尾トンネルにより村としての一体性が保たれている。村外へのアクセスも峡谷を抜けるために困難で、県内で唯一アクセスが困難な自治体である。
村の中心部は利賀川流域である。
- 山：高峰、扇山、金剛堂山、水無山
- 河川：庄川、利賀川、百瀬川
- 湖沼：猫池
- 湿原：水無平湿原

### 隣接していた自治体
- 富山県
  - 婦負郡八尾町、山田村
  - 東礪波郡庄川町、城端町、平村、井波町、井口村
- 岐阜県
  - 大野郡白川村
  - 飛騨市（旧吉城郡河合村）

## 地質
利賀川の押場・北豆谷・大豆谷・利賀村（大字）・岩渕地区に、飛騨変成岩類を断ち切った新第三紀グリーンタフ層である岩稲累層が北東・南西方向に伸びており利賀地溝と呼ばれる。地構内の小断層において熱水変性が多くみられ、地滑り多発の原因となっていると考えられる。その地滑り面群は利賀盆地といわれ、村内で数少ない平坦地であることから耕地や人口が集中する。

## 行政

### 歴代村長
- 出典
  - 初代から18代→[4]
  - 19代から35代→[5]

| 初代    | 小谷吉太郎   | 1890年5月-1893年5月          |
| 2代     | 野村市郎     | 1893年5月-1894年9月25日      |
| 3,4代   | 谷内有元     | 1894年9月27日-1901年4月      |
| 5代     | 高倉十平     | 1901年4月-1902年5月          |
| 6代     | 吉田清左衛門 | 1902年5月-1906年4月          |
| 7代     | 高倉彦九郎   | 1906年4月-1907年9月          |
| 8代     | 岡部平千     | 1908年6月9日-1909年5月4日    |
| 9代     | 高藤覚五郎   | 1909年5月28日-1913年5月27    |
| 10代    | 岩腰義保     | 1913年6月25日-1915年2月      |
| 11代    | 高桑正吉     | 1915年4月1日-1917年3月1日    |
| 12代    | 宮崎作郎     | 1917年3月12日-1921年3月      |
| 13代    | 村井粂次郎   | 1921年4月-1925年4月          |
| 14-17代 | 須河信一     | 1925年10月-1940年3月         |
| 18代    | 城岸和市     | 1941年3月-1945年3月          |
| 19代    | 池田傅藏     | 1945年4月-1946年12月         |
| 20,21代 | 高田耕       | 1947年3月-1951年4月5日       |
| 22,23代 | 宮崎博至     | 1951年4月24日-1959年4月29日  |
| 24,25代 | 田中盛好     | 1959年4月30日-1967年4月29日  |
| 26,27代 | 野原清治     | 1967年4月30日-1975年4月29日  |
| 28-30代 | 野原啓藏     | 1975年4月30日-1987年4月29日  |
| 31-33代 | 宮崎道正     | 1987年4月30日-1999年4月29日  |
| 34,35代 | 米澤博孝     | 1999年4月30日-2004年10月31日 |

## 経済

### 産業
- 産業人口（2000年国勢調査）
  - 第一次産業就業人口 36人
  - 第二次産業就業人口 269人
  - 第三次産業就業人口 400人

## 姉妹都市・提携都市

### 国内
- 武蔵野市（東京都）
  - 1972年4月12日姉妹都市提携[6]

利賀村出身で武蔵野市助役（のち市長）を務めた藤元政信の仲立ちにより都市・農村交流が始まる。
- 日之影町（宮崎県）
  - 1992年8月21日友好町村提携[6]

提携当時、日本一の高さを持つ林道橋（龍天橋、100m）と、日本一長い林道トンネル（新山の神トンネル、1430m）を持っていた縁から。

### 国外
- デルフィ市（ギリシャ・フォキダ県）
  - 1986年6月15日[6][9]（6月14日[10][11]）姉妹都市提携

1985年7月、利賀村で開催していた利賀フェスティバル世界演劇祭を訪問したギリシャ側（デルフィ世界演劇祭委員長ら）より、ともに「世界演劇祭」を開催していること、自然環境が似ていることから提携を提起。1986年6月にデルフィ市で姉妹都市盟約書調印。7月30日にはデルフィ市長らが来村し、利賀村野外劇場で同様に調印式を行った。
- ツクツェ村（英語版）（ネパール）
  - 1989年1月11日友好村提携[10]
  - 1996年3月23日姉妹村提携[6]

1986年6年、「そばの郷」建設のために世界のそば産地の資料を収集する際に、氏原暉男（信州大学教授）の仲介でツクチェ村に協力を依頼したことが縁。1989年1月、ツクチェ村の寺院で友好村盟約調印。
- 平昌郡（韓国）
  - 2002年9月6日友好都市提携[6][14]

そば産地で「ソバの花の祭り」が開催されている平昌郡から、利賀村の「そば祭り」に視察がおこなわれたのが契機。2002年、友好協力に関する議定書に調印。

## 教育

### 閉村時点
- 利賀村立利賀小学校（現在の南砺市立利賀小学校）
- 利賀村立利賀中学校（現在の南砺市立利賀中学校)

## 交通

### 道路
一般国道
- 国道156号
- 国道471号

都道府県道
- 主要地方道
  - 富山県道・岐阜県道34号利賀河合線
- 一般県道
  - 富山県道229号上百瀬島地線

道の駅
- 利賀

### 船舶
- 庄川遊覧船（かつての関西電力庄川船舶）：小牧ダム（砺波市庄川町） - 大牧温泉

## 名所・旧跡・観光スポット・祭事・催事
- 白木水無県立自然公園
- 望ケ原天然林
- 山の神峠 (山の神自然環境保全地域)
- 富山県利賀芸術公園
- 大牧温泉
- 新大牧温泉
- 天竺温泉の郷
- 利賀国際キャンプ場
- 利賀そばの郷
- 利賀そばの郷温泉
- 飛翔の郷
- 瞑想の郷
- スノーバレー利賀スキー場
- 利賀のはつうま（1月初旬）
- 利賀そば祭り（2月）
- TOGA天空トレイルラン（6月中旬）
- 利賀とがめん麺祭り（7月下旬または8月上旬）
- 世界演劇祭 利賀フェスティバル
- ど〜んと利賀の山祭り（10月下旬）

## 演劇による地域活性化の取り組み
典型的な過疎の村であったが、1976年に演出家鈴木忠志が率いる早稲田小劇場が拠点を利賀村に移したことに、村は様々な側面から支援を行った。1982年から毎年、世界演劇祭利賀フェスティバルを行うことになり、内外の演劇界から注目を浴びるほどのイベントとなった。これらの演劇を中心とした事業が、高い成果を上げ、過疎の村が世界的知名度を得たことから、過疎地域の活性化モデルとして有名になった。

## 利賀ゼミの活動
2009年頃から利賀村に定期的に訪れている、首都圏の社会人・学生を中心とした団体。「村の生活を学ぶ」「各自関心に基づきプロジェクトを実施する」の二つの軸を持って活動しており、具体的な活動としては、都内での利賀村紹介イベント“まち、ときどきむら”の開催、利賀村のイベントや祭りへの参加、上畠アート展の開催、手業(てわざ)プロジェクト（てご、わらじ、ヒンメリの作成）などが挙げられる。近年では、都内の大学生の参加者数が増えてきており、都市部の若者と農村部のコミュニティが交流する先進的な事例となっている。

## 出身有名人
- 藤元政信（政治家）- 武蔵野市第3代市長
- 田中幹夫（政治家）- 南砺市第2代市長
- たつろう（お笑い芸人）